# Arpão

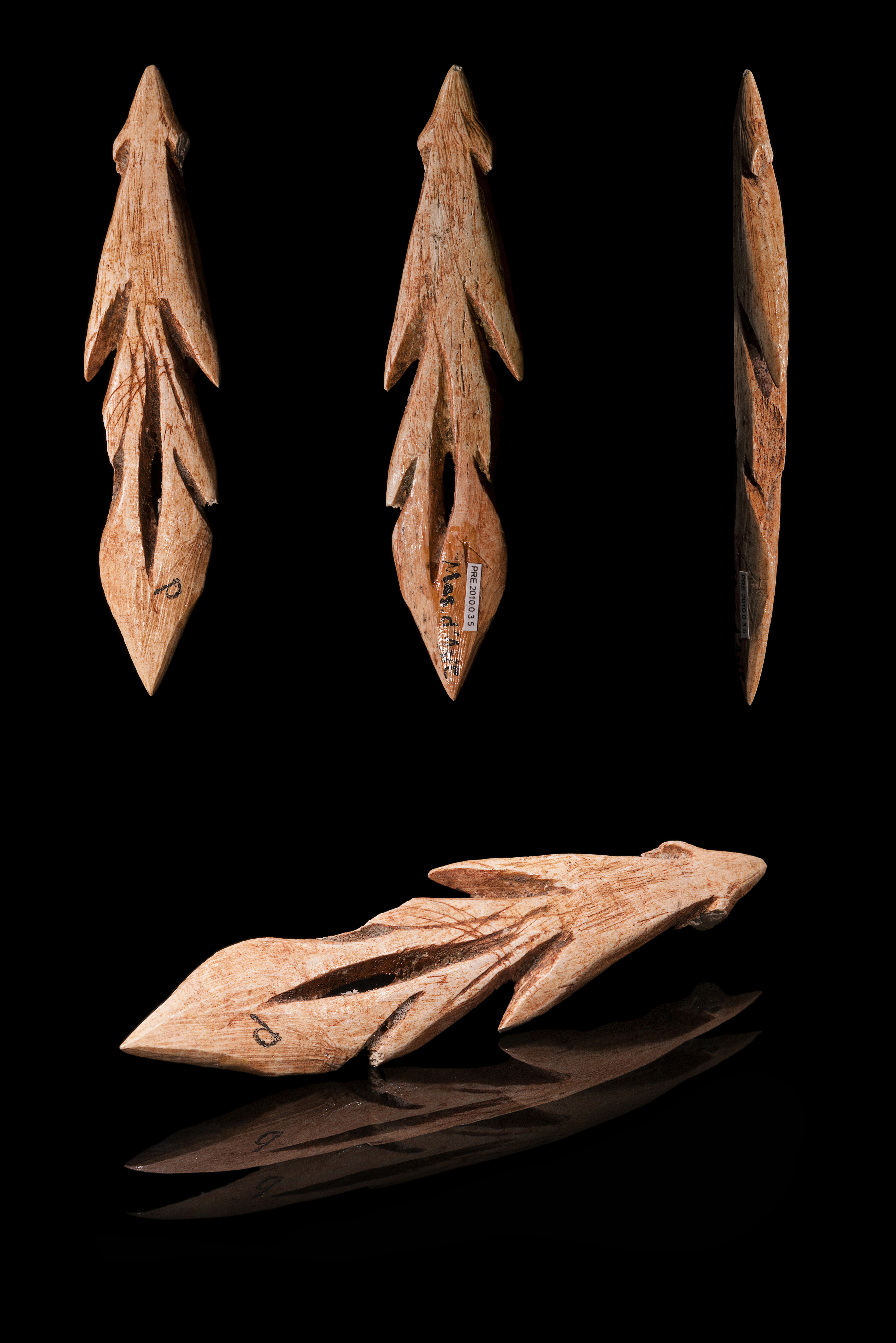
Arpão pré-histórico

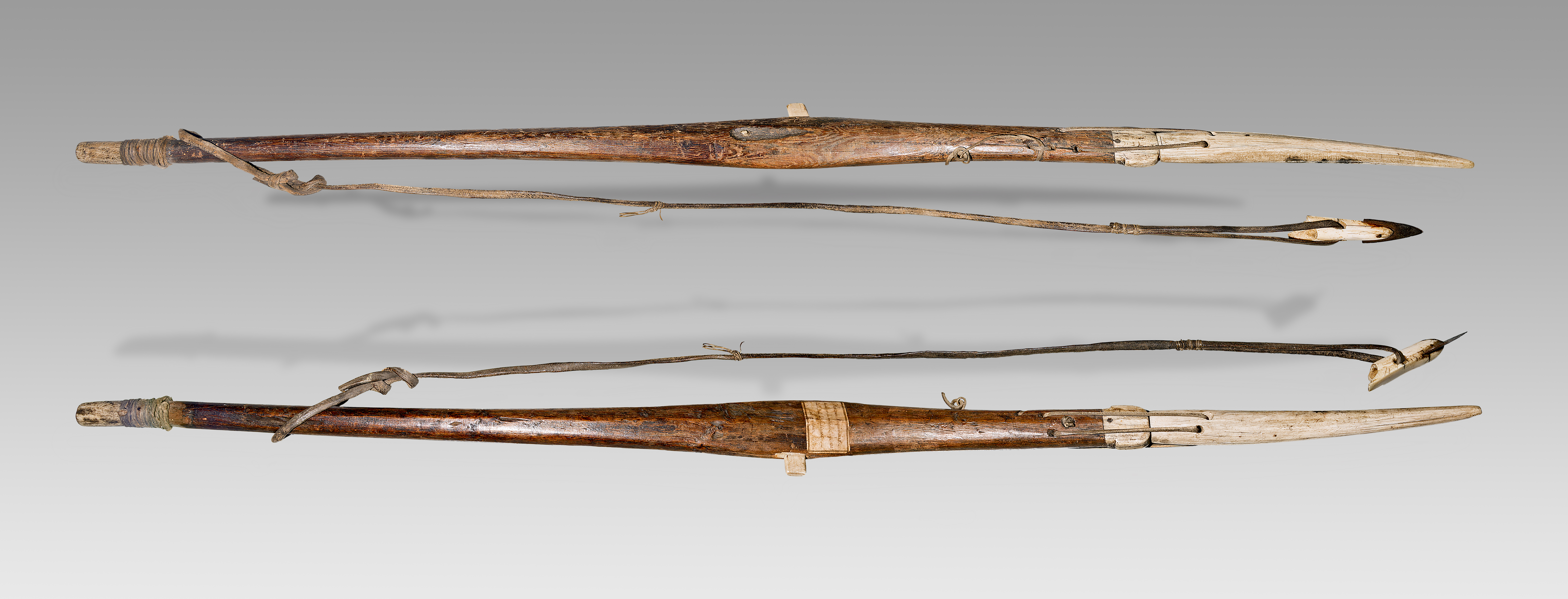
Arpão

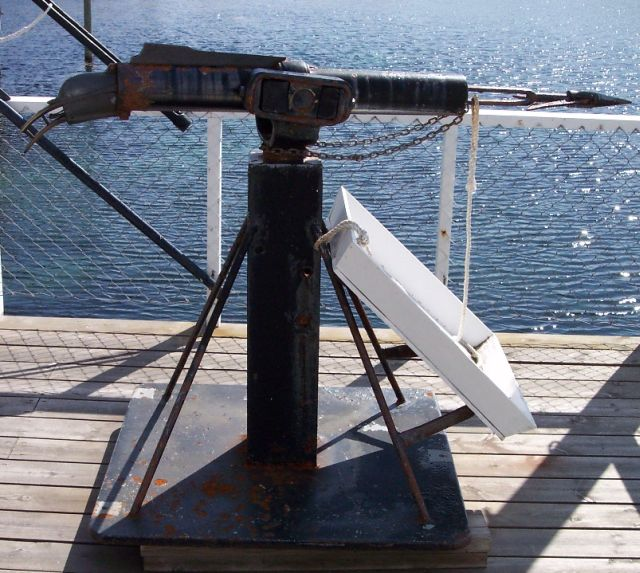
Arpão para a caça à baleia.

Arpão é uma lança utilizada para pesca, servindo para fisgar peixes grandes e baleias.

## Baleeiros
O uso do arpão na caça à baleia é registrado no Japão desde o ano 712, segundo o Kojiki. A técnica também é usada há séculos por esquimós da Groenlândia, que envenenam a ponta do arpão. Na Noruega a caça com arpão vem desde o ano 810. Também no século IX os bascos começaram a arpoar baleias. A partir do século XVII, Inglaterra, Holanda e Dinamarca aderiram à atividade. 
No Brasil, há registros de caça à baleia que datam de 6.000 a.C. A atividade  se desenvolveu, porém, no período colonial, com a chegada de baleeiros de Biscaia à Baía de Todos os Santos.
O canhão lança-arpão foi inventado em 1879 pelo norueguês Sven Foyd. A facilidade no lançamento e a ponta explosiva aumentaram a eficiência dos baleeiros, acrescida em seguida pelo surgimento dos navios-fábrica, que permitiam içar as baleias ao convés.

## Pesca do pirarucu
Na Amazônia, usa-se o arpão para a pesca do pirarucu em lagos. Existem técnicas variadas, conforme as condições ambientais, de se localizar o peixe no fundo dos lagos, cada uma exigindo uma forma específica de se lançar o arpão.